# Sarah Hogg, Viscountess Hailsham

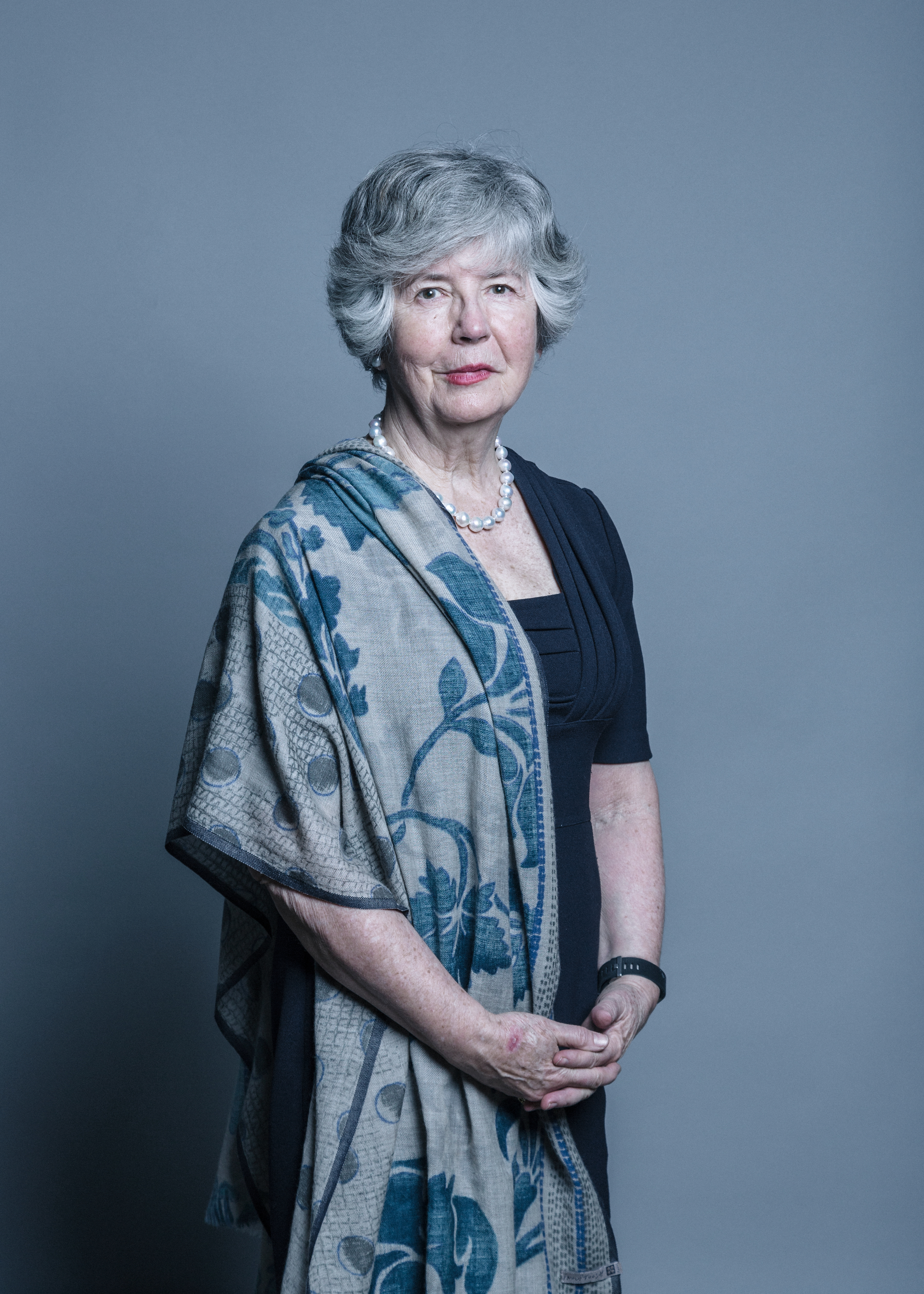
Sarah Hogg, Viscountess Hailsham, 2018

Sarah Elizabeth Mary Hogg, Viscountess Hailsham, Baroness Hogg (geborene Boyd-Carpenter, * 14. Mai 1946) ist eine britische Journalistin und Politikerin der Conservative Party, die seit 1995 als Life Peeress Mitglied des House of Lords ist.

## Leben

### Journalistin und Mitarbeiterin von Premierminister John Major
Nach dem Besuch der St. Mary’s School in Ascot und einem Studium an der Lady Margaret Hall der University of Oxford war Sarah Hogg, Tochter des Politikers John Boyd-Carpenter, Baron Boyd-Carpenter und seit 1968 mit Douglas Hogg verheiratet, zwischen 1968 und 1981 Journalistin bei der Wochenzeitung The Economist.
Danach wechselte sie als Wirtschaftsredakteurin zur Sonntagszeitung The Sunday Times, ehe sie von 1983 bis 1986 Mitglied der Wirtschaftsredaktion der Tageszeitung The Times war. Zwischenzeitlich arbeitete sie zwischen 1982 und 1983 als Ansagerin und Wirtschaftsredakteurin beim Fernsehsender Channel 4 und war später von 1985 bis 1990 sowohl Direktorin der London Broadcasting Co. als auch Gouverneurin des Zentrums für wirtschaftspolitische Forschung.
1985 kürte die Wincott Foundation sie zur Finanzjournalistin des Jahres. Daneben war sie von 1986 bis 1989 stellvertretende Chefredakteurin, Wirtschafts- und Finanzredakteurin der Tageszeitung The Independent, zwischen 1987 und 1990 zugleich Direktorin des Royal National Theatre sowie zuletzt von 1989 bis 1990 Wirtschaftsredakteurin bei The Daily Telegraph und The Sunday Telegraph.
1990 wurde Sarah Hogg, die 1987 von The Open University einen Master of Arts honoris causa (Hon. M.A.) verliehen bekam, von Premierminister John Major zur Leiterin der Politischen Einheit in 10 Downing Street im Rang einer Zweiten Ständigen Sekretärin ernannt und behielt diese Funktion bis 1995.

### Oberhausmitglied
Durch ein Letters Patent vom 3. Februar 1995 wurde Sarah Hogg, die 1992 einen Ehrendoktor der Literaturwissenschaften von der Loughborough University erhielt, als Baroness Hogg, of Kettlethorpe in the County of Lincolnshire, zur Life Peeress erhoben. Kurz darauf erfolgte ihre Einführung als Mitglied des House of Lords. Im Oberhaus gehörte sie zunächst der Fraktion der Conservative Party an, wechselte aber später zur Fraktion der Crossbencher.
In der Folgezeit war sie zwischen 1995 und 1998 Mitglied des Rates der Hansard Society und von 1996 bis 1999 Mitglied des Oberhausausschusses für Wissenschaft und Technologie sowie zugleich zwischen 1996 und 2005 Mitglied des Instituts für fiskalische Studien.

### Wirtschaftsmanagerin
Daneben übernahm Baroness Hogg, die von 1996 bis 2009 Fellow des Eton College war, zahlreiche Funktionen in der Privatwirtschaft. So wurde sie 1995 Direktorin der Foreign and Colonial Small Companies, deren Vorsitzende sie von 1997 bis 2002 war. Ferner fungierte sie zwischen 1996 und 2006 als Mitglied des Aufsichtsrates von GKN plc, dessen stellvertretende Vorsitzende sie zuletzt von 2003 bis 2006 war, sowie zwischen 1996 und 1999 der National Provident Institution. Ferner war sie von 1997 bis 1999 Vorsitzende von London Economics sowie von 1999 bis 2002 Mitglied des Rates des Marie-Curie-Portfolio Trust und ist seit 1999 Vorsitzende von Frontier Economics.
Baroness Hogg, die von 1999 bis 2000 erst Mitglied des Aufsichtsrates der Peninsular and Oriental Steam Navigation Company (P&O) und danach bis 2003 von P&O Cruises war, fungierte zwischen 2000 und 2005 als Mitglied des BBC Board of Governors und erhielt 2001 einen weiteren Ehrendoktor der Universität London.
In der Zeit von 2000 bis 2003 war Baroness Hogg, die auch Ehren-Fellow der Lady Margaret Hall der University of Oxford ist und 2002 auch einen Ehrendoktor der City University London verliehen bekam, Mitglied des Oberhausausschusses für Geldpolitik. Zugleich war sie von 2002 bis 2010 Vorsitzende des Private-Equity-Unternehmens 3i sowie zwischen 2003 und 2008 Mitglied des Aufsichtsrates von Carnival Corporation & plc und von 2005 bis 2010 Mitglied des Rates der London Business School.
Seit 2005 ist sie auch Mitglied des Aufsichtsrates des Energieunternehmens BG Group sowie zugleich Mitglied des Rates für Finanzberichterstattung (Financial Reporting Council), dessen Vorsitzende sie seit 2010 ist. Ferner fungiert sie seit 2010 als Leitende Industriedirektorin des königlichen Haushalts (HM Treasury) sowie seit 2011 als Vorstandsmitglied von John Lewis plc.
Ihr Ehemann Douglas Hogg erbte 2001 beim Tod seines Vaters Quintin McGarel Hogg 3. Viscount Hailsham. Baroness Hogg führt seither den höherrangigen Höflichkeitstitel Viscountess Hailsham.

## Veröffentlichungen
- Too Close to Call, Mitautor Jonathan Hill, 1995